# دمتنو
دمتنو إحدى قرى مركز المحلة الكبرى التابع لمحافظة الغربية بجمهورية مصر العربية.

## التاريخ
قرية دمتنو من القرى القديمة، حيث وردت باسم «دمتنو» في أعمال الغربية ضمن قرى الروك الصلاحي التي أحصاها ابن مماتي في كتاب قوانين الدواوين، كما وردت باسم «دمتنو» في أعمال الغربية ضمن قرى الروك الناصري التي أحصاها ابن الجيعان في كتاب «التحفة السنية بأسماء البلاد المصرية». وردت باسم «دمتنو» في التربيع العثماني الذي أجراه الوالي العثماني سليمان باشا الخادم في عصر السلطان العثماني سليمان القانوني ضمن قرى ولاية الغربية، وفي تاريخ 1228هـ/1813م الذي عدّ قرى مصر بعد المسح الذي قام به محمد علي باشا باسم «دمتنو» ضمن قرى مديرية الغربية.

## التعليم
تصل نسبة الأمية في القرية إلى 46.86% بين من تجاوزوا العاشرة من عمرهم، بينما تصل نسبة من حصلوا على تعليم جامعي إلى 2.43% من جملة السكان.

## السكان
بلغ عدد سكان دمتنو 8389 نسمة حسب تقدير عام 2018.
| السنة  | 1882 | 1897 | 1907 | 1927 | 1947 | 1960 | 1976 | 1986 | 1996 | 2006  | 2018 |
| ------ | ---- | ---- | ---- | ---- | ---- | ---- | ---- | ---- | ---- | ----- | ---- |
| القرية | 718  | 696  | 844  | 971  | 1551 | 1982 | 3334 | 4016 | 4770 | 5,577 | 8389 |

## الأعلام
- أحمد الزند(1946 -) قاض ووزير العدل المصري منذ 20 مايو 2015 حتى 13 مارس 2016.[16]